# Operatori virtuali di rete mobile in Africa
Elenco degli operatori virtuali di rete mobile in Africa, suddivisi per Stato.
Questa lista è suscettibile di variazioni e potrebbe essere incompleta o non aggiornata.

## Marocco
Ecco i principali operatori virtuali marocchini:
| Operatore | Rete di appoggio | Sito ufficiale      | Note  |
| --------- | ---------------- | ------------------- | ----- |
| yoxo      | Orange Morocco   | https://www.yoxo.ma | [ 1 ] |

## Nigeria
Ecco i principali operatori virtuali nigeriani:
| Operatore   | Rete di appoggio | Sito ufficiale | Note  |
| ----------- | ---------------- | -------------- | ----- |
| SHAP MOBILE |                  |                | [ 2 ] |

## Kenya
Ecco i principali operatori virtuali keniani:
| Operatore              | Rete di appoggio | Sito ufficiale                                                                | Note  |
| ---------------------- | ---------------- | ----------------------------------------------------------------------------- | ----- |
| BE. mobile Nairobi     |                  | https://bemobile.app/about Archiviato il 6 dicembre 2021 in Internet Archive. | [ 3 ] |
| Equitel Kenya Mobile   |                  | https://www.equitel.com/                                                      |       |
| Finserve Africa Mobile |                  |                                                                               |       |
| Mobile Pay             |                  |                                                                               |       |
| SEMA Mobile            |                  |                                                                               |       |
| Zioncell Kenya Mobile  |                  |                                                                               |       |

## Senegal
Ecco i principali operatori virtuali senegalesi:
| Operatore               | Rete di appoggio | Anno inizio | Sito ufficiale              | Note |
| ----------------------- | ---------------- | ----------- | --------------------------- | ---- |
| You mobile              | Orange Senegal   |             |                             |      |
| Sirius télécoms Afrique | Tigo             |             |                             |      |
| Origines SA             | Expresso         |             |                             |      |
| Pro mobile              | Orange Senegal   | 2020        | https://promobile.sn/#/home |      |

## Sudafrica
Ecco i principali operatori virtuali sudafricani:
| Operatore                              | Rete di appoggio | Anno inizio | Anno fine | Sito ufficiale                                                                   | Note  |
| -------------------------------------- | ---------------- | ----------- | --------- | -------------------------------------------------------------------------------- | ----- |
| Afrihost Mobile                        | MTN              |             |           | https://www.afrihost.com/#                                                       |       |
| Bayede Mobile                          | Cell C e MTN     |             |           | https://bayedemobile.co.za/                                                      | [ 4 ] |
| Boksel                                 | Cell C           |             |           | https://www.boksel.co.za Archiviato il 26 novembre 2020 in Internet Archive.     |       |
| CAPITEC Connect                        | Cell C           | 2022        |           | https://www.capitecbank.co.za/personal/connect/                                  |       |
| Clientele Mobile                       | Cell C           |             |           | https://www.clientelemobi.co.za/                                                 | [ 5 ] |
| FNB Connect                            | Cell C           |             |           | https://www.fnb.co.za/fnb-connect/shop.html                                      |       |
| hello mobile                           | Cell C           |             |           | https://hellomobile.co.za                                                        |       |
| huge telecom                           | Cell C e MTN     |             |           | http://www.hugetelecom.co.za Archiviato il 25 novembre 2020 in Internet Archive. |       |
| Lycamobile Sudafrica                   | Cell C           |             |           | https://www.lycamobile.co.za/en/                                                 | [ 6 ] |
| me & you Mobile                        | Cell C           |             |           | https://www.meandyoumobile.co.za                                                 |       |
| MRP Mobile                             | Cell C           |             |           |                                                                                  |       |
| PnP Mobile                             | MTN              | 2020        |           | https://www.pnp.co.za/pnpmobile                                                  | [ 7 ] |
| PSB Network                            | Cell C           |             |           | http://www.mypsb.co.za                                                           |       |
| Sakeng Mobile                          | Cell C           |             |           | https://www.sakeng.co.za                                                         |       |
| smart mobile                           | Cell C           |             |           | https://smartmobile.co.za                                                        |       |
| Tellink Traveller SIM Durban Sudafrica |                  |             |           |                                                                                  |       |
| TFG connect                            | MTN              | 2022        |           | https://tfgconnect.co.za                                                         |       |
| The Unlimited                          | Cell C           |             |           | https://theunlimited.co.za                                                       |       |
| Virgin Mobile Sudafrica                | Cell C           | 2006        | 2021      | http://www.virginmobile.co.za Archiviato il 22 aprile 2021 in Internet Archive.  | [ 8 ] |

## Tunisia
Ecco i principali operatori virtuali tunisini:
| Operatore          | Rete di appoggio | Sito ufficiale                | Note |
| ------------------ | ---------------- | ----------------------------- | ---- |
| Lycamobile Tunisie | Tunisie Telecom  | https://www.lycamobile.tn/en/ |      |

## Uganda
Ecco i principali operatori virtuali ugandesi:
| Operatore             | Rete di appoggio | Anno inizio | Sito ufficiale           | Note |
| --------------------- | ---------------- | ----------- | ------------------------ | ---- |
| Talkio Mobile Kampala |                  | 2023        | https://talkiomobile.com |      |